# 30942 Helicaon
30942 Helicaon è un asteroide troiano di Giove del campo troiano. Scoperto nel 1994, presenta un'orbita caratterizzata da un semiasse maggiore pari a 5,1834023 UA e da un'eccentricità di 0,0677983, inclinata di 22,87915° rispetto all'eclittica.
L'asteroide è dedicato a Elicaone, guerriero troiano.